# 特溫萊克斯 (喬治亞州)
特溫萊克斯（英語：Twin Lakes）是位於美國喬治亞州朗茲縣的一個非建制地區。該地的面積和人口皆未知。

## 地理
特溫萊克斯的座標為30°41′46″N 83°12′21″W / 30.69611°N 83.20583°W，而該地的平均海拔高度為53米（即174英尺）。